# Depressotrella minuta
Depressotrella minuta is een rechtvleugelig insect uit de familie krekels (Gryllidae). De wetenschappelijke naam van deze soort is voor het eerst geldig gepubliceerd in 2005 door Gorochov.